# Куп пет нација 1958.
Куп пет нација 1958. (службени назив: 1958 Five Nations Championship) је било 64. издање овог најелитнијег репрезентативног рагби такмичења Старог континента. а 29. издање Купа пет нација.
Трофеј је завршио у рукама енглеских рагбиста.

## Такмичење
Шкотска - Француска 11-9
Енглеска - Велс 3-3
Велс - Шкотска 8-3
Енглеска - Ирска 6-0
Француска - Енглеска 0-14
Ирска - Шкотска 12-6
Ирска - Велс 6-9
Шкотска - Енглеска 3-3
Велс - Француска 6-16
Француска - Ирска 11-6

## Табела
|   | Селекција                      | ИГ | Д | Н | И | ПД | ПП | ПР  | Б |  |
| - | ------------------------------ | -- | - | - | - | -- | -- | --- | - |  |
| 1 | Рагби репрезентација Енглеске  | 4  | 2 | 2 | 0 | 26 | 6  | +20 | 6 |  |
| 2 | Рагби репрезентација Велса     | 4  | 2 | 1 | 1 | 26 | 28 | -2  | 5 |  |
| 3 | Рагби репрезентација Француске | 4  | 2 | 0 | 2 | 36 | 37 | -1  | 4 |  |
| 4 | Рагби репрезентација Шкотске   | 4  | 1 | 1 | 2 | 23 | 32 | -9  | 3 |  |
| 5 | Рагби репрезентација Ирске     | 4  | 1 | 0 | 3 | 24 | 32 | -8  | 2 |  |

| Победник Купа пет нација 1958.              |
| ------------------------------------------- |
| Енглеска 14. титула првака Европе у рагбију |